# Karl Rossel

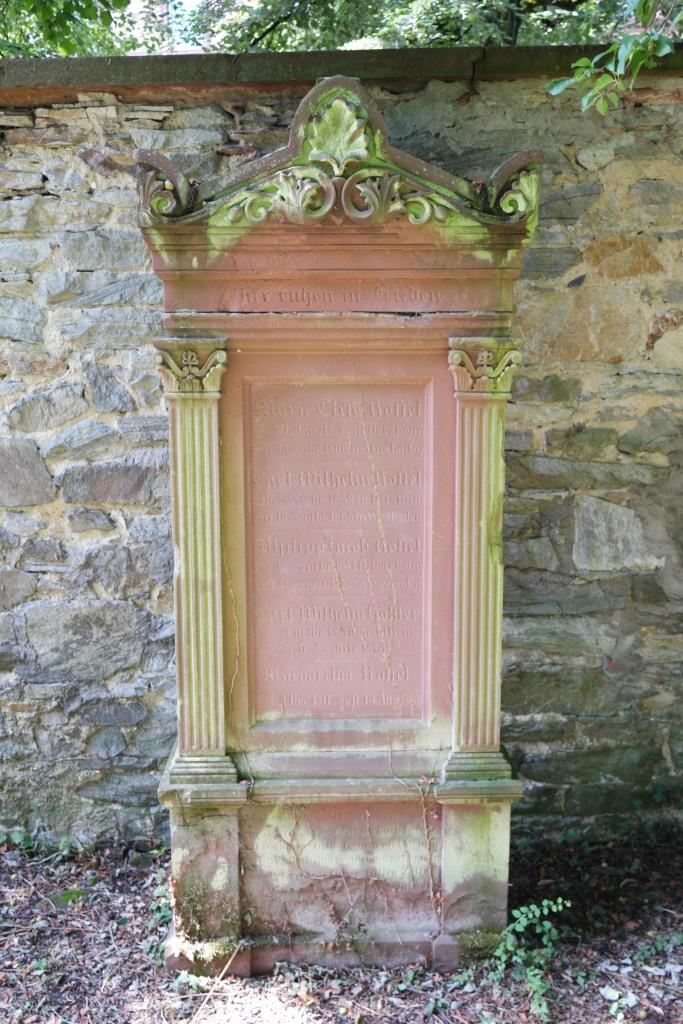
Grab von Karl Rossel auf dem Alten Friedhof in Wiesbaden

Johann Heinrich Karl Rossel (* 10. Dezember 1815 in Wiesbaden; † 2. Juli 1872 in Wiesbaden) war nassauischer Historiker, Lehrer und Kommunalpolitiker. Als langjähriger Sekretär des Verein für Nassauische Altertumskunde und Geschichtsforschung prägte er besonders die Erforschung der Geschichte der Stadt Wiesbadens und ihrer Umgebung. Insbesondere das Kloster Eberbach brachte er wieder in das historische Bewusstsein.

## Leben
Karl Rossel wurde in einer Wiesbadener Beamtenfamilie geboren. Nach dem Besuch des Weilburger Gymnasiums studierte er von 1834 bis 1837 an der, als nassauische Landesuniversität fungierenden, Universität Göttingen Theologie und Philosophie. Er beendete das Studium mit dem Grad eines Doktor der Philosophie, den er mit der Schrift De philosophia Socratis erlangte.
Nach dem Studium war er als Lehrer am Pädagogium Wiesbaden, bis 1846 tätig. Danach wechselte an das Pädagogium Dillenburg, zu dessen Prorektor er 1848 ernannt wurde. Bereits zu dieser Zeit organisierte er erste archäologische Grabungen an den Ruinen des Dillenburger Schloss. Während der Märzrevolution entwickelte er sich zum Vertreter der radikal Liberalen. Dieses führte 1850 zu seiner Entlassung aus dem Schuldienst. Rossel verlegte daraufhin seinen Wohnsitz in seine Geburtsstadt Wiesbaden und wurde Privatlehrer an der dortigen Handelsschule.
Im Jahr 1851 wurde Karl Rossel zum Sekretär des Vereins für Nassauische Altertumskunde und Geschichtsforschung gewählt. Mit einer Unterbrechung behielt Rossel das Amt bis 1862. In dieser Funktion war er für die Herausgabe der Nassauischen Annalen zuständig. Rossel übernahm das Amt vom langjährigen Vorsitzenden Friedrich Gustav Habel, der daraufhin den Verein verließ. Ursache war der Streit im Verein zwischen Habel und Friedrich Traugott Friedemann über den Stellenwert des Mittelalters und der frühen Neuzeit in der historischen Forschung.
Ab 1856 übernahm Karl Rossel zusätzlich die ehrenamtliche Leitung des Museums Wiesbaden. Zwei Jahre später (1858) wurde er von der Nassauischen Landesbibliothek als Bibliothekssekretär angestellt, um sich ganz der Arbeit im Museum widmen zu können. Das Museum war der Landesbibliothek unterstellt. Als Konservator des Museums setzte er sich für den Denkmalschutz im Herzogtum Nassau ein und organisierte archäologische Grabungen. Neben seiner Tätigkeit für das Museum gehörte Karl Rossel mehrere Jahre dem Stadtrat von Wiesbaden an.
Nach seiner Pensionierung 1866 übernahm er die Leitung der Staatsarchiv Idstein (heute Hessisches Hauptstaatsarchiv Wiesbaden). In Idstein beteiligte sich Karl Rossel auch an der Initiierung der dortigen Bauschule, einer Vorläuferin der heutigen Hochschule RheinMain.
Nach dem Deutsch-Französischen Krieg übernahm Karl Rossel 1870/71 an der Universität Straßburg den Neuaufbau der Bibliothek.
Seine letzte Ruhestätte fand Rossel auf dem Alten Friedhof in Wiesbaden.

## Ehrungen
Die Stadt Wiesbaden benannte 1906 nach ihm die Rosselstraße im Ortsbezirk Nordost.

## Werke

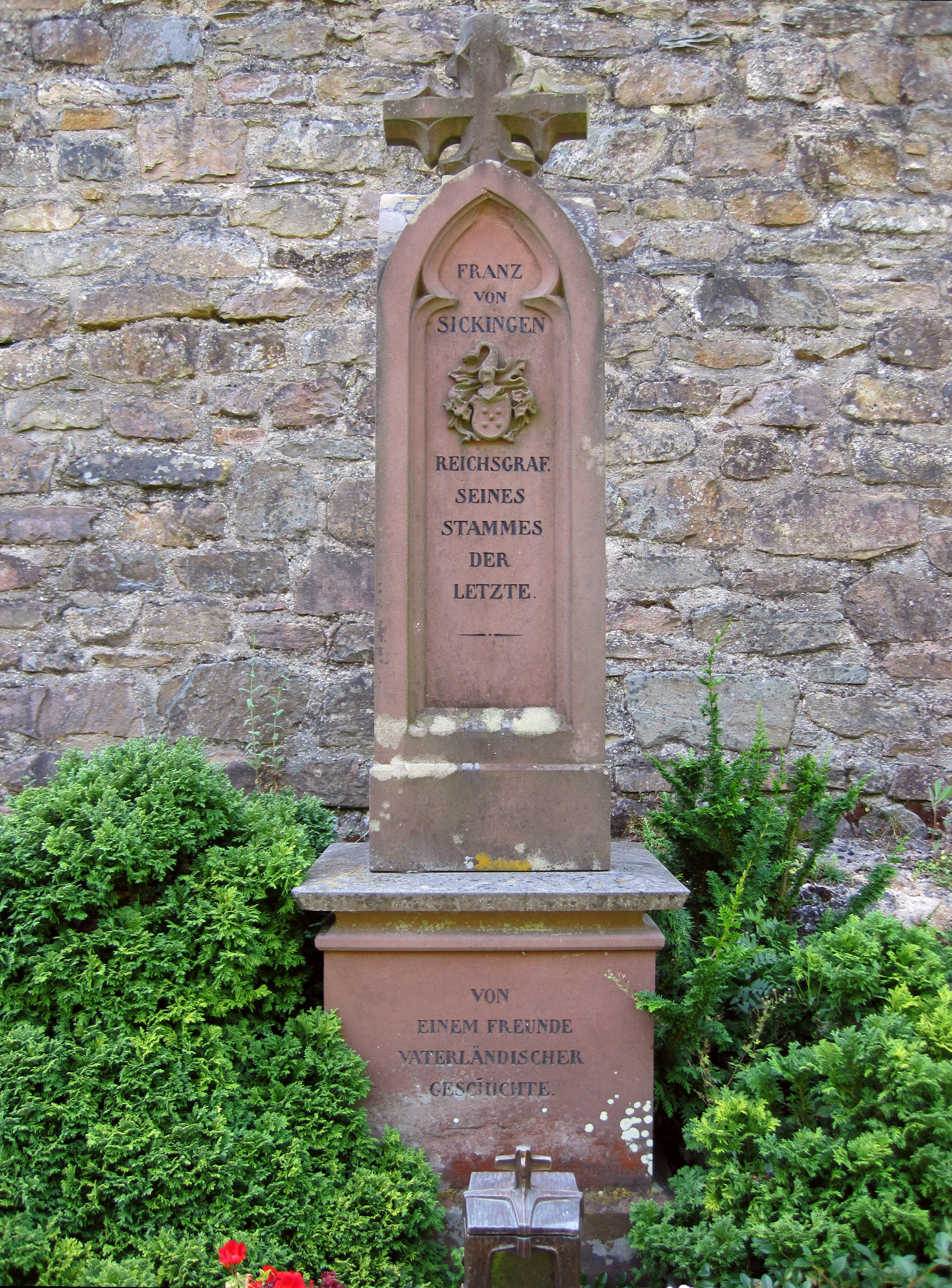
Von Rossel 1845 gestiftetes Grabmal für Franz von Sickingen. Friedhof Sauerthal

- Die kirchlichen Alterthümer von Wiesbaden, insbesondere die Pfarrkirche zum h. Mauritius. Wiesbaden 1852
- Die Abtei Eberbach im Rheingau: 1. das Refectorium. Wiesbaden 1857
- Die Pfarrkirche S. Severus in Bopard. Wiesbaden 1861
- Das Stadt-Wappen von Wiesbaden. Wiesbaden 1861
- Die Abtei Eberbach im Rheingau: 2. die Kirche. Wiesbaden 1862
- Wiesbaden und seine Umgebungen: Ein Wegweiser für Fremde. Wiesbaden 1862
- Urkundenbuch der Abtei Eberbach im Rheingau. Band 1, Wiesbaden 1862 (Digitalisat beim MDZ); Band 2, 1. Abteilung Wiesbaden 1865, Band 2, 2. Abteilung 1870 (Digitalisat Band 2,1-2 beim MDZ)
- Das Pfahlgraben-Castell Salburg bei Homburg v. d. H. Wiesbaden 1871
- Die römische Grenzwehr im Taunus Wiesbaden 1872

Weiterhin war er Herausgeber von: Hermann Bär: Diplomatische Geschichte der Abtei Eberbach im Rheingau. Wiesbaden 1862 und verfasste zahlreiche eigene Beiträge für die Nassauischen Annalen.